# Petrosimonia monandra
Petrosimonia monandra là loài thực vật có hoa thuộc họ Dền. Loài này được (Pall.) Bunge miêu tả khoa học đầu tiên năm 1862.